# Molytinae
Sous-famille
Les Molytinae sont une sous-famille d'insectes de l'ordre des Coléoptères (insectes possédant en général deux paires d'ailes incluant entre autres les scarabées, coccinelles, lucanes, chrysomèles, hannetons, charançons et carabes), de la famille des Curculionidae.

## Liste des tribus

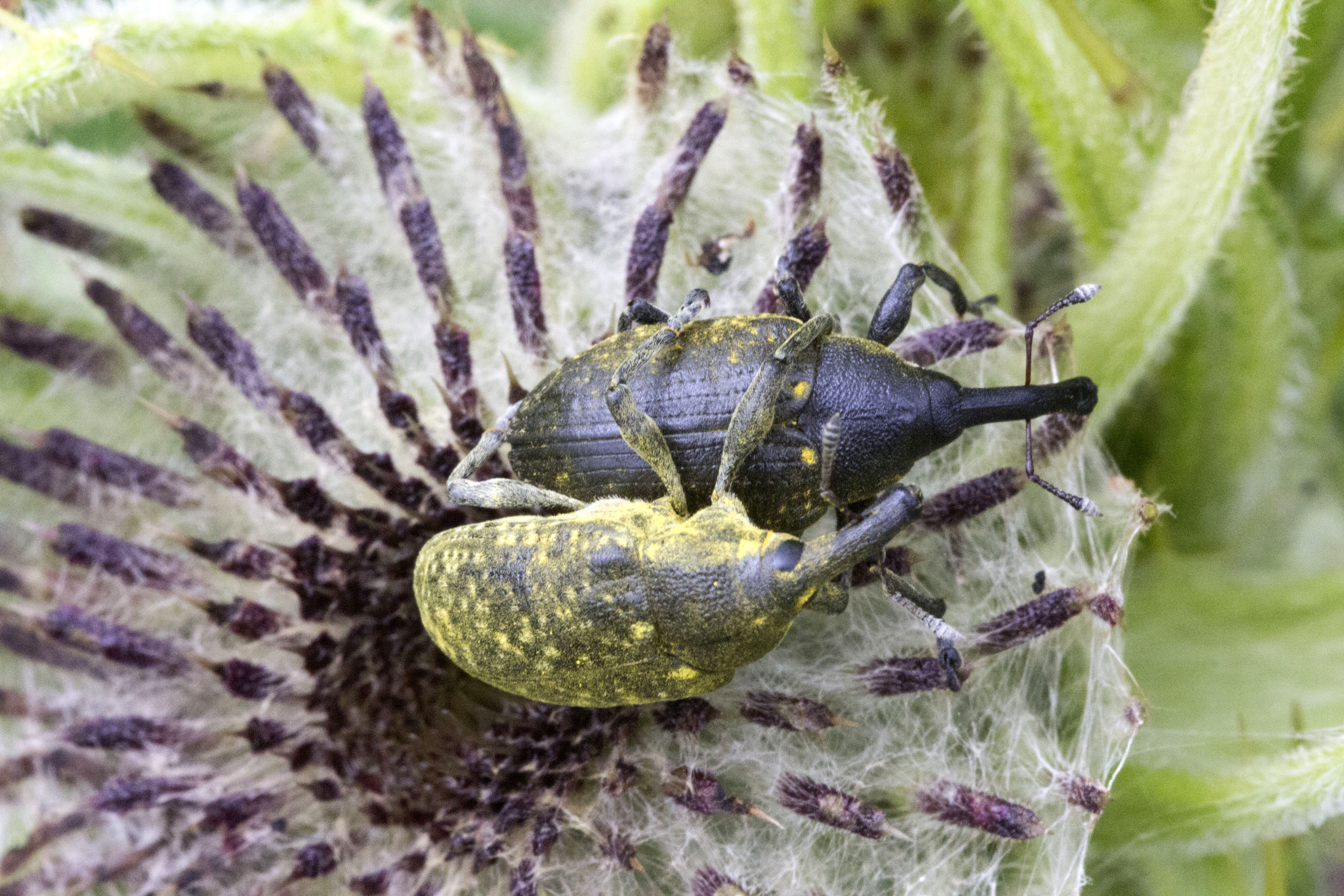
Liparus - Muséum de Toulouse

Groupe de tribus "Magdalininae": 
Carciliini - 
Laemosaccini - 
Magdalidini - 
Mesoptiliini
Groupe de tribus "Molytinae": 
Amalactini - 
Aminyopini - 
Amorphocerini - 
Anchonini - 
Brachyceropsini - 
Cholini - 
Cleogonini - 
Conotrachelini - 
Cycloterini - 
Dinomorphini - 
Emphyastini - 
Euderini - 
Galloisiini - 
Guioperini - 
Hylobiini - 
Ithyporini - 
Juanorhinini - 
Lepyrini - 
Lithinini - 
Lymantini - 
Mecysolobini - 
Metatygini - 
Molytini - 
Nettarhinini - 
Pacholenini - 
Paipalesomini - 
Petalochilini - 
Phoenicobatini - 
Phrynixini - 
Pissodini - 
Sternechini - 
Styanacini - 
Trachodini - 
Trigonocolini - 
Trypetidini

## Liste des genres rencontrés en Europe
- Adexius Schoenherr 1834
- Alloplinthus Solari 1941
- Anchonidium Bedel 1884
- Anisorhynchus Schoenherr 1842
- Aparopion Hampe 1861
- Baezia Alonso-Zarazaga & García 1999
- Demyrsus Pascoe 1872
- Echinosomidia Schenkling 1932
- Hoplopteridius K. Daniel 1908
- Hylobius Germar 1817
- Hyperomorphus Perris 1869
- Iberoplinthus Meregalli 1986
- Ita Tournier 1878
- Leiosoma Stephens 1829
- Lepyrus Germar 1817
- Liparus Olivier 1807
- Minyops Schoenherr 1823
- Mitoplinthus Reitter 1897
- Neoplinthus Bedel 1884
- Oromia Alonso-Zarazaga 1987
- Palaeocorynus Faust 1894
- Pissodes Germar 1817
- Plinthus Germar 1817
- Pseudechinosoma Hustache 1936
- Styphloderes Wollaston 1873
- Trachodes Germar 1824